# 凱阿瑪
凱阿瑪（Kiama）是澳洲新南威爾斯州悉尼伊拉瓦拉的一個沿海城鎮。該地主要的旅遊景點之一是凱阿瑪噴水洞。凱阿瑪還有衝浪海灘和露營車營地以及眾多的露天咖啡店和餐廳。
公元1487年左右，一场巨大的海啸袭击了凱阿瑪附近的海岸。第一个探索该地区的欧洲人是乔治-巴斯，他于1797年12月6日來到凱阿瑪。在歐洲人于1810年左右到达该地区定居之前，凱阿瑪的居民是澳大利亚原住民。